# やぶれかぶれ (漫画)
『やぶれかぶれ』は、本宮ひろ志による日本の漫画。『週刊少年ジャンプ』（集英社）において、1982年31号から1983年8号まで連載された。単行本はジャンプ・コミックス（同）から全3巻が刊行された。

## 概要
作者の本宮ひろ志本人が主人公のキャラクターとなって、政治家を目指してさまざまな人に出会い、それらの出来事を漫画化した作品である。
もともとは、『週刊少年ジャンプ』で開催された愛読者賞の一環として、同誌1982年10号に掲載された「実録!市川南一丁目」という読みきり漫画が発端となっている。当時、休筆状態でゴルフ三昧の毎日を過ごしていた本宮は、ジャンプ編集部の西村繁男に愛読者賞の参加を打診されたものの、この時の同誌の状況や自分の状態を考慮した上で断ることを考えていた。しかし「報道がわかりにくい。漫画なら読む気になるのに」という若者たちの不満の言葉を耳にした本宮はその後、スタッフや家族に対して、当時は個人の立候補が認められていた参議院全国区に立候補してその状況を漫画にすることを宣言、周囲の反対をよそに、菅直人と面識のある編集者に連絡して立候補の方法を尋ね、本気であることを訴えた。
同作品では、愛読者賞の成績次第で企画が実行されるとなっていたが、当該賞レースでは上位にはなれなかった。にもかかわらず、この企画は『やぶれかぶれ』の題名で1982年31号から連載が開始された。当初は上述の通り、本宮が参議院選挙に立候補し、その体験を漫画にする計画であった。
しかし、選挙運動の過程を漫画で連載することが公職選挙法に違反するのが懸念されたことに加え、1983年に比例代表制が導入され、個人での参議院議員への立候補が困難になったことが同企画にも影響を及ぼした。作品内ではその対策として、菅直人が新自由クラブ・社会民主連合・無所属議員で統一会派を結成して名簿を作成する動きがあると明かし、その上位に本宮を載せることを提案しているが、本宮はこれは辞退している。この他、漫画家仲間で新政党を作るという案も検討され、実際に有名漫画家に対しアンケート形式で選挙出馬についての意見募集を行っている。
本宮は、参院選出馬については一旦保留とし、各政党の党首に自ら手紙を書き、アポイントを取って取材し、それを漫画にして報道するという形で路線変更を行った。この企画に真っ先に応じたのは「自分宛の手紙には必ず返事を書く主義」である、当時の新自由クラブの代表であった田川誠一であった。
それ以降、本宮は各政党の党首との対談を実現し、その様子を漫画で紹介していった。特に公明党の竹入義勝委員長との対談の際は、本宮自身が創価学会員であることを公表し、池田大作への個人崇拝やスキャンダルについての本宮のストレートな疑問をぶつけている（竹入は池田のスキャンダルについて、きっぱりと否定している）。日本共産党のみは、本宮との対談に応じなかった。また、自由民主党の鈴木善幸総裁との会談も行われなかった。そして、政党の党首ではないが闇将軍と呼ばれた田中角栄との対談を実現し、これについては各党首との対談よりもページ数を割いて作中で紹介している。また、秘書の早坂茂三のインタビューも収録されている。
政治家との対談の実現後、本宮は正式に参院選への出馬を断念する旨を表明し、最初に取材に応じた田川との往復書簡の模様を最後に、1983年8号をもって連載を終了した。
本宮以降、日本において漫画家出身の国会議員が誕生した例は長らくなかったが、2022年に赤松健が自由民主党公認で参議院選挙に立候補し当選、日本初の漫画家出身の国会議員となった。

## 書誌情報
集英社〈ジャンプ・コミックス〉、全3巻
- 第1巻「ばかにされながら参院選出馬か!?の巻」
- 第2巻「党首からの手紙の巻」
- 第3巻「目白への道の巻」

ホーム社〈ホームコミックス・本宮ひろ志傑作集〉、全2巻
- 第1巻（1993年9月発売）
- 第2巻（1993年10月発売）